# Ghiacciaio Fenton
Il ghiacciaio Fenton (in inglese Fenton Glacier) è un ghiacciaio situato sulla costa di Lassiter, nella parte orientale della Terra di Palmer, in Antartide. Il ghiacciaio, il cui punto più alto si trova a circa 650 m s.l.m., fluisce in direzione sud-est, partendo dai nunatak Sverdrup e scorrendo tra la dorsale Carey, a sud, e la dorsale Wegener, a nord, fino a unire il proprio flusso a quello del ghiacciaio Mosby, poco a est del monte Adkins.

## Storia
Il ghiacciaio Fenton è stato mappato dallo United States Geological Survey grazie a ricognizioni terrestri dello stesso USGS e a fotografie aeree scattate dalla marina militare statunitense (USN) tra il 1961 e il 1967; in seguito è stato così battezzato dal Comitato consultivo dei nomi antartici in onore del tenente della USN Ernest R. Fenton, ufficiale capo alla stazione Palmer nel 1971.